# Elaine Schreiber
Elaine Annette Schreiber (4 giugno 1939 – 11 giugno 2017) è stata un'atleta paralimpica e tennistavolista australiana.

## Biografia
Elaine Schreiber contrasse la poliomielite da bambina. Visse gran parte della sua vita ad Armadale Victoria, in cui lavorò come centralinista per il consiglio comunale di St Kilda. Lavorò nel dipartimento del segretario comunale per 17 anni prima di prendere parte ai Giochi paralimpici del 1964. Schreiber, membro dell'Associazione Paraplegici e Tetraplegici di Victoria, fu tra i promotori della raccolta fondi per costruire un nuovo ostello per tetraplegici per fornire migliori condizioni di vita e assistenza.
Schreiber fu selezionata per rappresentare lo stato di Victoria all'evento di tre giorni dei Giochi paraplegici australiani tenutisi ad Adelaide nel settembre 1964. Fu tra le prime sedici atlete medaglia d'oro di Victoria, riuscendo a vincere quattro medaglie d'oro in questi Giochi. Questo successo la portò ad essere selezionata come uno degli unici due atleti dello stato di Victoria, all'interno della squadra australiana formata da 15 membri, per competere alle Paralimpiadi estive del 1964. In questi Giochi, vinse la medaglia d'oro nella gara femminile di classe A del lancio della clava con un lancio di 17,31 metri, una medaglia d'argento nella gara femminile di classe A del lancio del giavellotto con un lancio di 9,26 metri e una medaglia di bronzo nel singolare femminile di ping pong di classe B. Schreiber e Daphne Hilton furono due delle sole tre atlete donne australiane che contribuirono a far guadagnare all'Australia il quarto posto nel medagliere, dietro Regno Unito, Stati Uniti e Israele, alle Paralimpiadi estive del 1964. Ai Giochi paraplegici australiani tenutisi a Brisbane, nel Queensland, nell'aprile 1966, Schreiber vinse sette medaglie d'oro nelle gare di atletica leggera e tennitavolo, battendo il record mondiale nel lancio del giavellotto di precisione.
A seguito di questi giochi, Schreiber disputò i Giochi paraplegici del Commonwealth britannico, tenutisi a Kingston, in Giamaica nel 1966. Gareggiò nel singolo di classe B di tennitavolo e nel doppio di classe D con la paralimpica australiana Daphne Hilton. Nelle gare femminili che seguirono, gareggiando contro le stesse tre atlete, Schreiber vinse una medaglia d'oro nel lancio della clava classe B (parzialmente paralizzati sotto la vita), con un lancio di 63 piedi e 4 pollici e mezzo, una medaglia d'argento nel lancio del disco classe B e una medaglia d'oro nella del lancio del giavellotto classe B con un lancio di 34 piedi e 5 pollici.
Ai Giochi paralimpici di Tel Aviv 1968, Schreiber vinse una medaglia d'argento nel doppio femminile di tennistavolo di classe C, con Marion O'Brien, mentre non vinse nulla nelle gare di atletica leggera. Gareggiò anche alle Paralimpiadi 1972 di Heidelberg senza conquistar medaglie e ai Giochi paralimpici di Toronto 1976, dove vinse una medaglia d'argento nel lancio del giavellotto.
Membro della squadra australiana che gareggiò agli Stoke Mandeville Games nel Regno Unito nel 1974, Schreiber disputò le gare di tennistavolo, lancio giavellotto e getto del peso, vincendo tre medaglie d'argento e un bronzo.
Schreiber morì l'11 giugno 2017.

## Palmarès
| Anno | Manifestazione     | Sede     | Evento                                      | Risultato | Prestazione | Note |
| ---- | ------------------ | -------- | ------------------------------------------- | --------- | ----------- | ---- |
| 1964 | Giochi paralimpici | Tokyo    | Atletica leggera - Lancio della clava A     | Oro       | 17,31 metri |      |
| 1964 | Giochi paralimpici | Tokyo    | Atletica leggera - Lancio del giavellotto A | Argento   | 9,26 metri  |      |
| 1964 | Giochi paralimpici | Tokyo    | Tennistavolo - Singolo B                    | Bronzo    |             |      |
| 1968 | Giochi paralimpici | Tel Aviv | Tennistavolo - Doppio C                     | Argento   |             |      |
| 1976 | Giochi paralimpici | Toronto  | Atletica leggera - Lancio del giavellotto 2 | Argento   |             |      |